# Рока ди Корно (Ријети)
Рока ди Корно је насеље у Италији у округу Ријети, региону Лацио.
Према процени из 2011. у насељу је живело 50 становника. Насеље се налази на надморској висини од 942 м.